# Avanti la vie
Avanti la vie is een nummer van Jacques Zegers. Het was tevens het nummer waarmee hij België vertegenwoordigde op het Eurovisiesongfestival 1984 in de Luxemburgse hoofdstad Luxemburg. Daar werd hij uiteindelijk vijfde, met zeventig punten.

## Resultaat
| Plaats | Land                | Artiest                 | Titel             | Punten |
| ------ | ------------------- | ----------------------- | ----------------- | ------ |
| 4      | Denemarken          | Hot Eyes                | Det' lige det     | 101    |
| 5      | België              | Jacques Zegers          | Avanti la vie     | 70     |
| 5      | Italië              | Alice & Franco Battiato | I treni di Tozeur | 70     |
| 7      | Verenigd Koninkrijk | Belle & The Devotions   | Love games        | 63     |